# Хвалимир II
Хвалимир Петрович (II) (с сербск: Хвалимир Петровић) — сербский жупан, правивший с 960 по 971 год. Носил титул «Князь Сербии и жупан Дукли». Наследовал престол после фактического распада государства.
Его отец, Петар Гойникович, правил Сербией в 891—917 годах, но в бою с болгарами был взят в плен.
Воспользовавшись моментом, Павле Бранович в 917 году при поддержке Болгарского царства, которое тогда было, фактически, самым сильным государством на Балканах, захватил престол Сербии. Хвалимир остался жупаном Дукли. В период с 921 по 924 год Сербией правил Захарий Первославлевич, в 924 году Сербия была аннексирована Болгарией до смерти в 927 году болгарского царя Симеона I.
С византийской помощью Часлав Клонимирович восстановил государственность Сербии. Сербия в его правление находилась в сфере влияния Византии. После его смерти в 950 году Рашка стала частью Византии, остальные сербские территории существовали как вассальные княжества.
К 960 году Хвалимиру удалось собрать под своей властью ряд сербских территорий (Дукля, Травуния), однако он оставался вассалом Византии. После смерти эти земли были разделены между его сыновьями.